# Hermann Behaghel
Karl Hermann Behaghel (* 6. Januar 1839 in Mannheim; † 7. April 1921 in Leipzig) war ein deutscher Architekt und großherzoglich badischer Baubeamter. Nach seinen Plänen entstanden zwischen 1866 und 1912 rund 30 Kirchenneubauten in Nordbaden, bei weiteren Kirchen betreute er den Umbau. Seine Kirchenbauten sind im Stil des Historismus gehalten und orientierten sich am Eisenacher Regulativ, später am Wiesbadener Programm. Außerdem plante er die Heidelberger Synagoge an der Großen Mantelgasse, zahlreiche Gemeindehäuser und bürgerliche Villen.

## Leben

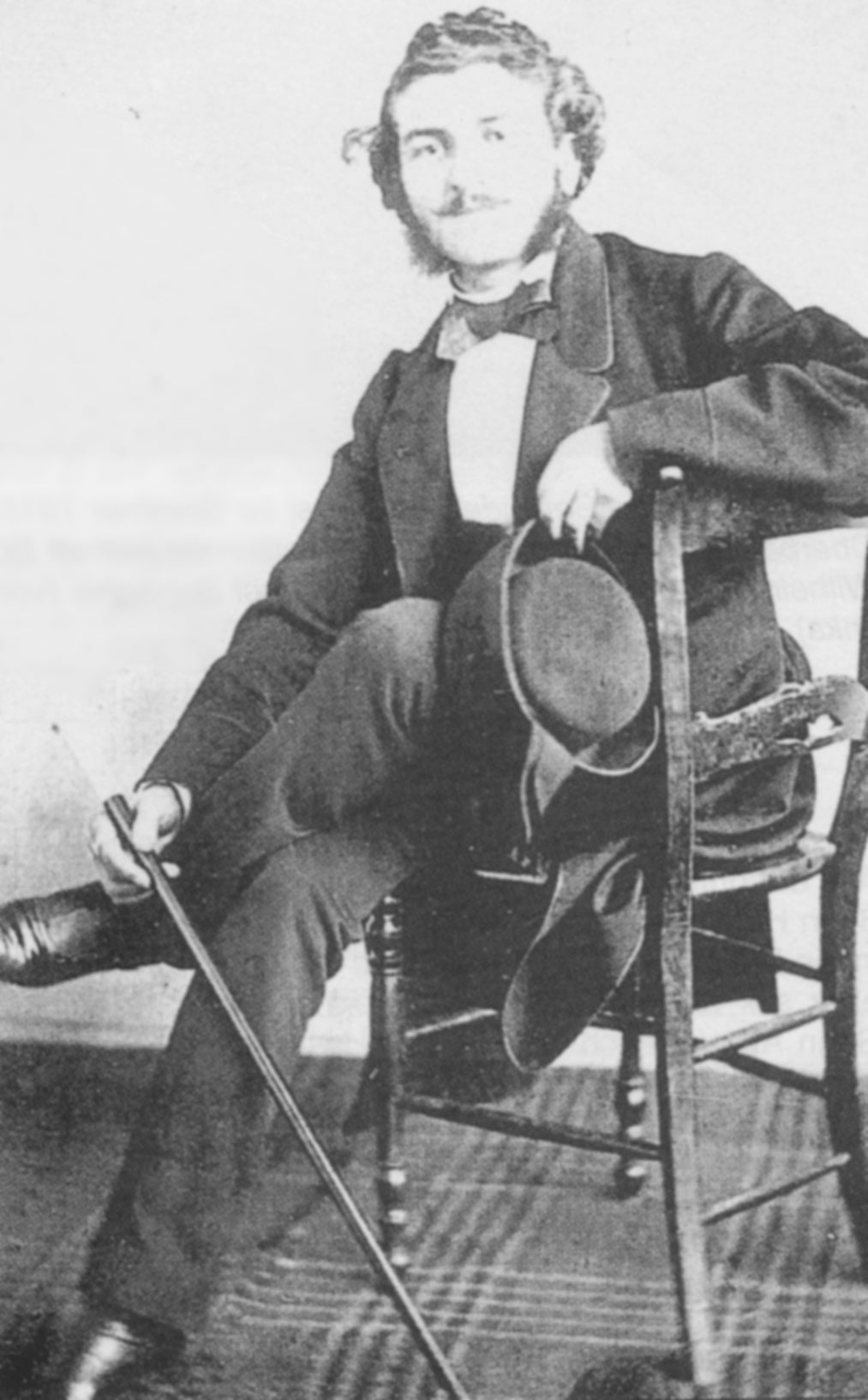
Hermann Behaghel um 1870

Behaghel entstammte der badischen, so genannten Gelehrten-Linie einer alten, ursprünglich aus Westflandern bzw. Brabant stammenden Familie, die im 16. Jahrhundert als Glaubensflüchtlinge ins reformierte Frankenthal gekommen war und zahlreiche Fabrikanten, Pfarrer und Gelehrte hervorgebracht hat. Hermann Behaghel wurde 1839 in Mannheim als dritter Sohn des Professors und späteren Direktors Johann Peter Behaghel des Mannheimer Lyzeums geboren. Er besuchte zunächst das Lyzeum, an dem sein Vater unterrichtete, wechselte 1856 zum Polytechnikum Karlsruhe und studierte danach Architektur an der Karlsruher Bauschule. Anschließend trat er in den großherzoglich badischen Staatsdienst ein und arbeitete zunächst als Bauführer bei der Bauinspektion Mannheim. Zu seinen Aufgaben gehörte u. a. eine Bauaufnahme des Mannheimer Schlosses.
Nach der Fachprüfung im Oktober 1864 kam er als Baupraktikant zur Evangelischen Kirchenbauinspektion Heidelberg. Dort vertrat er von Anbeginn den schwer erkrankten Bauinspektor Ludwig Franck-Marperger bei der Durchführung der Bauvisitation in den Bezirken Heidelberg und Rheinbischofsheim sowie bei der Ausarbeitung der Berichte über die Bausituation in den Bezirken. Die verantwortungsvolle Tätigkeit erfüllte er zur allgemeinen Zufriedenheit, so dass ihm rasch eine Gehaltserhöhung zugesprochen wurde und er das Amt 1867 als Dienstverweser, 1869 als Kirchenbauinspektor leitete.
1867 heiratete er Mathilde Köfel aus Schwetzingen. Das Paar bezog ein Haus in der Sofienstraße 19 in Heidelberg, in dem die drei Söhne August, Georg und Karl geboren wurden. In Heidelberg richtete sich Behaghel auch ein eigenes Büro ein, wo er private Bauaufträge für bürgerliche Villen, aber auch für die Heidelberger Synagoge bearbeitete. Bis zu seiner Pensionierung 1913 entstanden zahlreiche Kirchenbauten und repräsentative Bürgerbauten nach seinen Plänen.
1891 wurde er zum Baurat befördert, 1908 zum Oberbaurat. Nach der Pensionierung zog der seit 1912 verwitwete Behaghel in eine kleinere Wohnung in der Heidelberger Plöck, 1920 schließlich zu seinem Sohn August nach Leipzig, wo er im Folgejahr verstarb.
Die Urne mit seiner Asche wurde auf dem Heidelberger Bergfriedhof beigesetzt, seine Grabanlage hat sich jedoch nicht erhalten.

## Ehrungen
1886 erhielt Behaghel das Ritterkreuz I. Klasse vom Zähringer Löwen. Nach dem Bau der Rappenauer Stadtkirche wurde Behaghel 1889 zum Ehrenbürger von Rappenau ernannt. 1902 erhielt er das Ritterkreuz I. Klasse mit Eichenlaub, zu seiner Pensionierung 1913 schließlich das Ritterkreuz des Ordens Bertholds des Ersten.

## Werk
Behaghel gilt als Vertreter des Historismus. Nach seinen Plänen entstanden rund 30 Kirchen-Neubauten in Nordbaden, zumeist in Verbindung mit den zugehörigen Gemeindehaus-Neubauten. Außerdem hat er zahlreiche Kirchenumbauten und -renovierungen geleitet und war auch für den Bau zahlreicher kirchlicher Verwaltungsgebäude zuständig. Bei seinen Kirchenneubauten orientierte er sich bis 1900 größtenteils am Eisenacher Regulativ und bediente sich meist neogotischer Gestaltungselemente. Nach 1900 schuf er im Rahmen des Wiesbadener Programms auch neobarocke, neoromanische oder eklektizistische Bauten, vereinzelt in späteren Jahren auch mit Elementen des Jugendstils.
Kirchenneubauten und Synagogenbauten nach Plänen von Hermann Behaghel
- Erlöserkirche, Mannheim-Seckenheim (1866/69)
- Petruskirche, Mannheim-Wallstadt (1868/71)
- Evangelische Kirche, Heddesheim (1869/72)
- Evangelische Kirche, Dilsberg (1871/73)
- Evangelische Kirche, Ladenburg (1876/78)
- Synagoge in der Großen Mantelgasse, Heidelberg (1877/78)
- Erste Lutherkirche, Mannheim-Neckarstadt (1884)
- Evangelische Kirche, Oberschefflenz (1885/86)
- Evangelische Stadtkirche, Bad Rappenau (1886/87)
- Johanneskirche, Mannheim-Feudenheim (1887/89)
- Matthäuskirche, Mannheim-Neckarau (1891/93)
- Christuskirche, Mauer (1892/94)
- Evangelische Kirche, Altenbach (1896)
- Evangelische Kirche, Friedrichsdorf (1896)
- Johanneskirche, Heidelberg-Neuenheim (1899/1902)
- Evangelische Kirche, Gauangelloch (1901/02)
- Johannes-Calvin-Kirche, Mannheim-Friedrichsfeld (1901/02)
- Evangelische Kirche, Oberdielbach (1903)
- Christuskirche, Heidelberg-Weststadt (1900/03)
- Evangelische Kirche, Bammental (1902/04)
- Friedenskirche, Mannheim-Rheinau (1904)
- Zweite Lutherkirche, Mannheim-Neckarstadt (1904/06)
- Kreuzkirche, Heidelberg-Wieblingen (1905/06)
- Stadtkirche, Hockenheim (1905/07)
- Pauluskirche, Mannheim-Waldhof (1905/07)
- Bergkirche, Heidelberg-Schlierbach (1908)
- Evangelische Kirche, Reichenbuch (1908)
- Evangelische Kirche, Neulußheim (1908/09)
- Evangelische Kirche, Waibstadt (1910)
- Friedenskirche, Heidelberg-Handschuhsheim (1908/10)
- Peterskirche, Weinheim (1912)

Umbauten nach Plänen von Hermann Behaghel (Auswahl)
- Providenzkirche, Heidelberg (1878/85)
- Jakobskirche, Adelsheim (1884)
- Evangelische Kirche, Leutershausen (1897/98)
- Evangelische Pfarrkirche, Obrigheim (1905)
- Melanchthonkirche, Heidelberg-Rohrbach (1907/08)

Profanbauten (Auswahl)
- Wohnhaus für Herrn Bassermann in Mannheim (1867/88)
- Wohnhaus für Herrn Bassermann in Schwetzingen (1867/88)
- Herrschaftssitz (Neues Schloss) der Freiherren von Gemmingen in Neckarzimmern (1867/88)
- Villa Czerny, Sophienstraße 1 in Heidelberg (1885)
- Corpshaus des Corps Guestphalia Heidelberg Westfalenhaus, Neue Schloßstraße in Heidelberg (1885/86)
- Bankhaus Köster, Hauptstraße 133 in Heidelberg (ca. 1887)
- Villa Schifferdecker, Neuenheimer Landstraße 101–103 in Heidelberg (vor 1888)
- Villa Lassig-Bartholomä, Schloß-Wolfsbrunnenweg 22 in Heidelberg (vor 1888)

Schriften
- Zusammen mit Friedrich Schwarz: Die Evangelische Christuskirche in Heidelberg. Heidelberg 1904

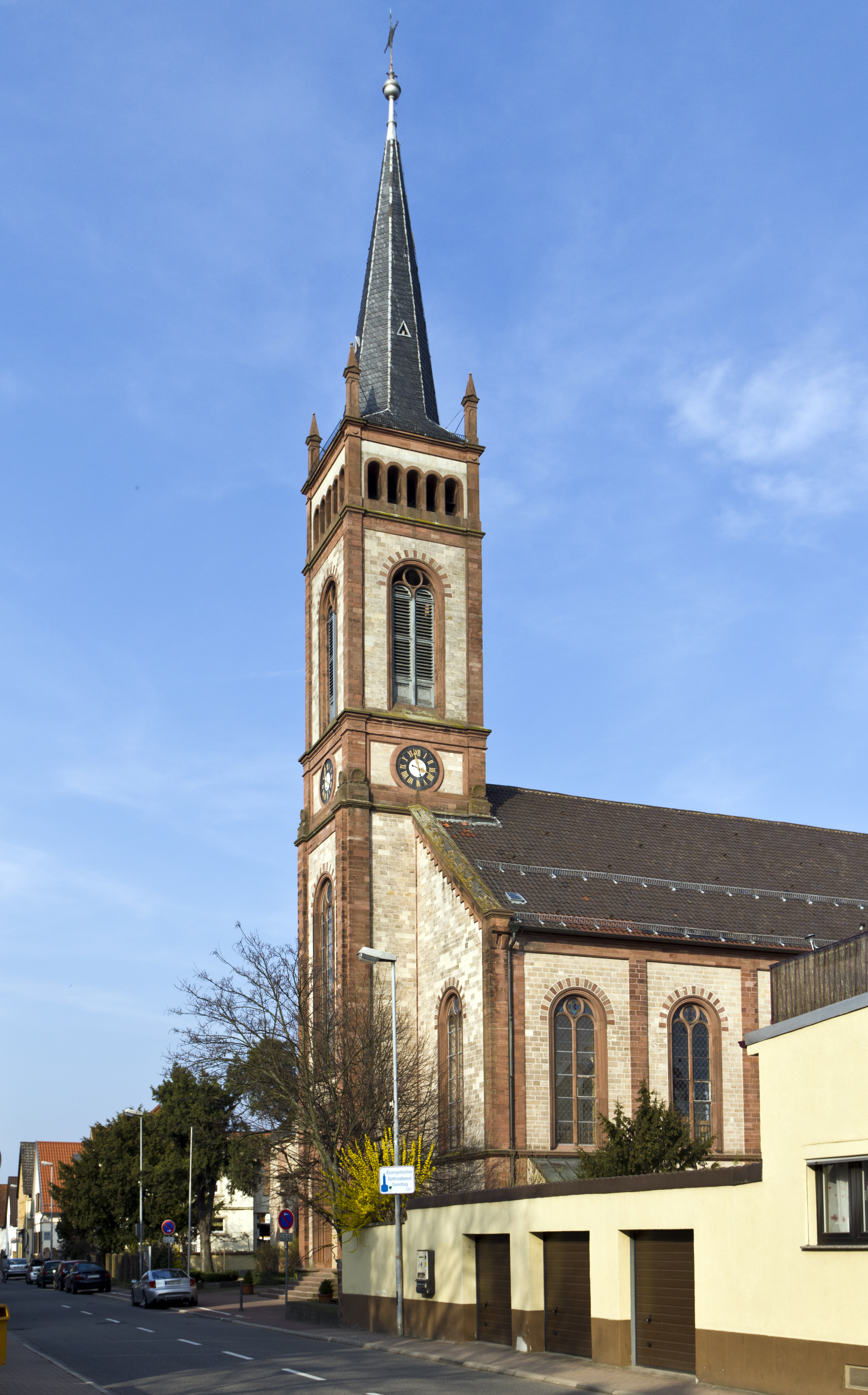
Evangelische Kirche in Heddesheim
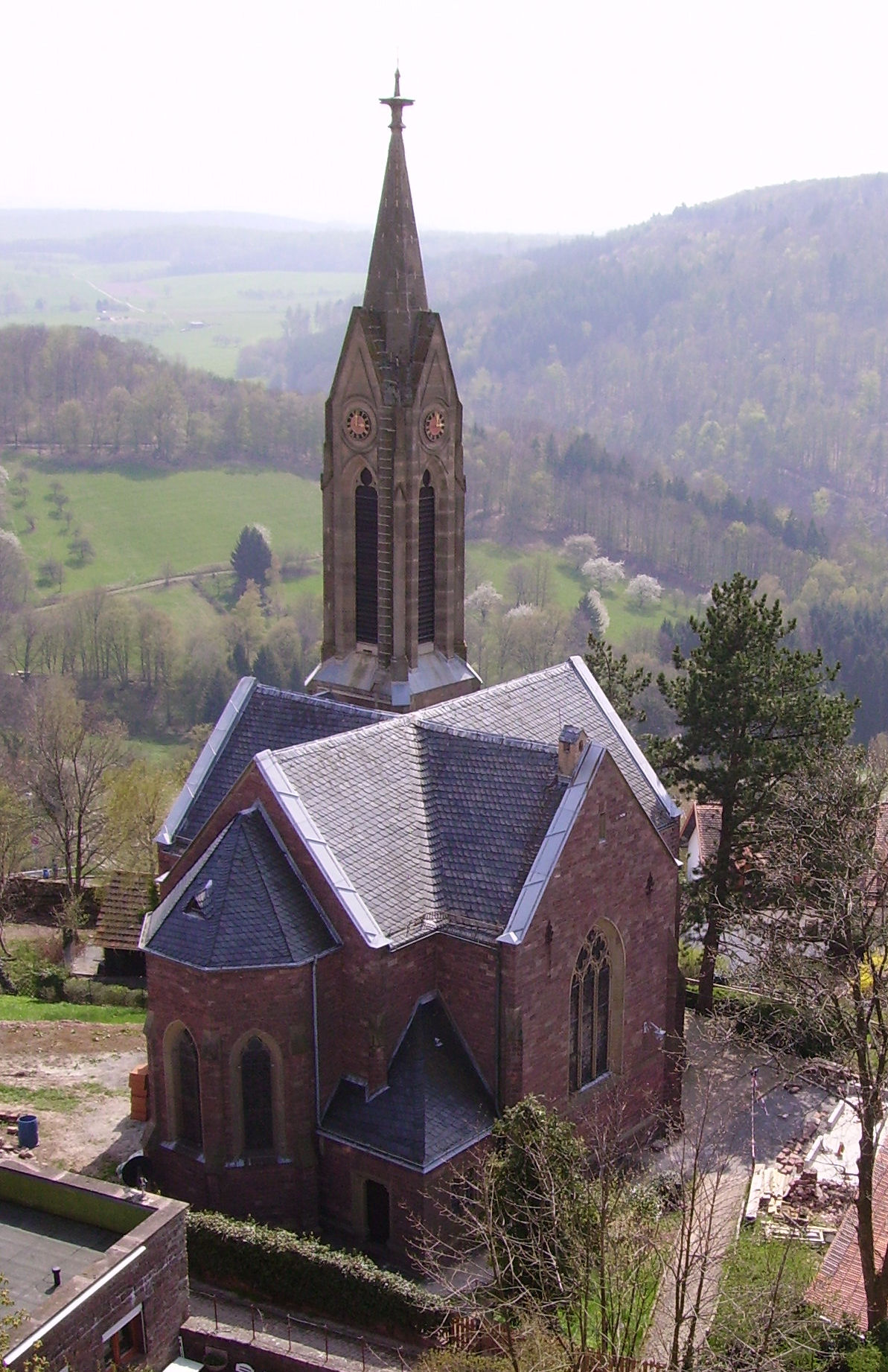
Evangelische Kirche in Dilsberg
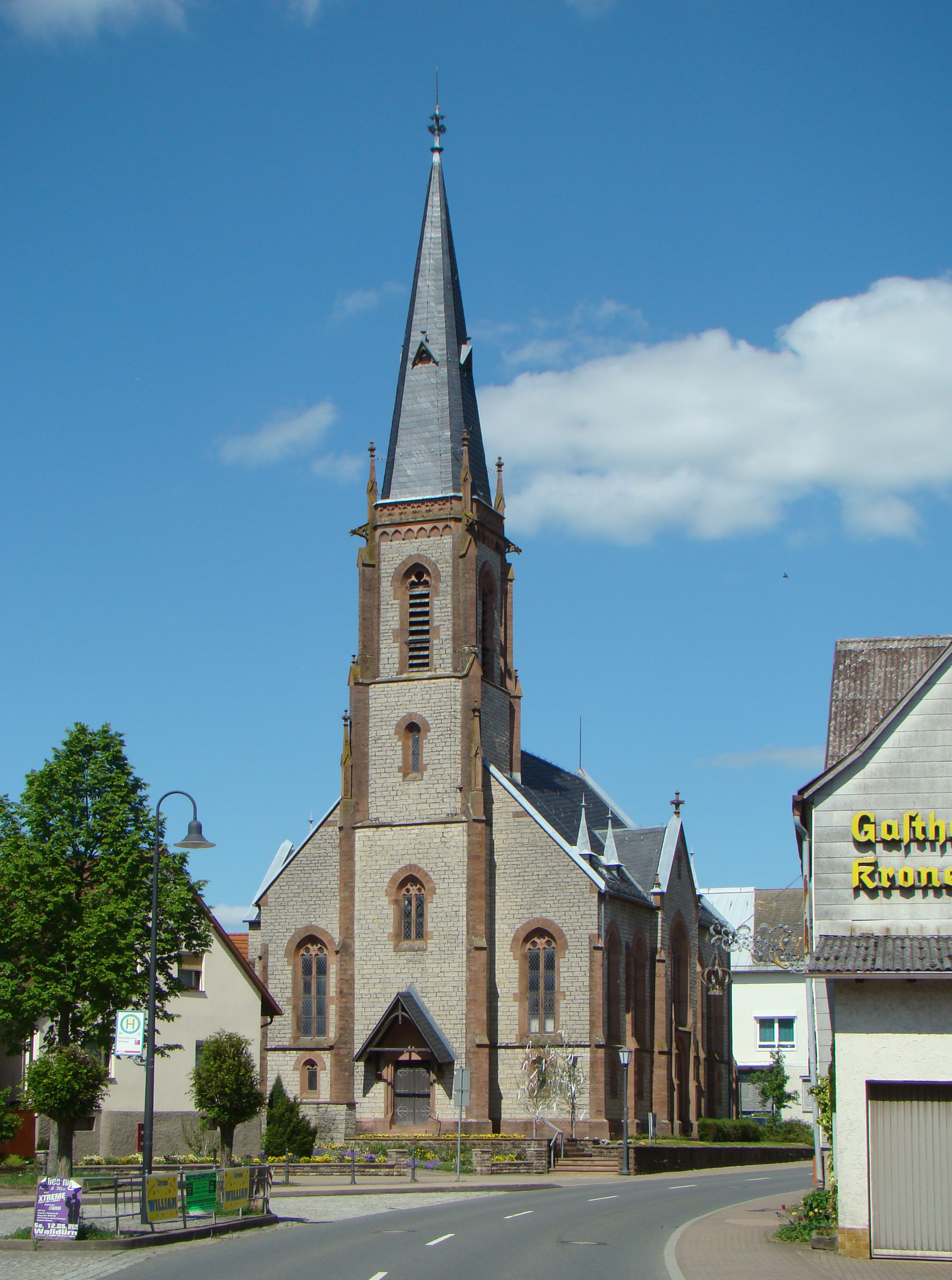
Evangelische Kirche in Oberschefflenz
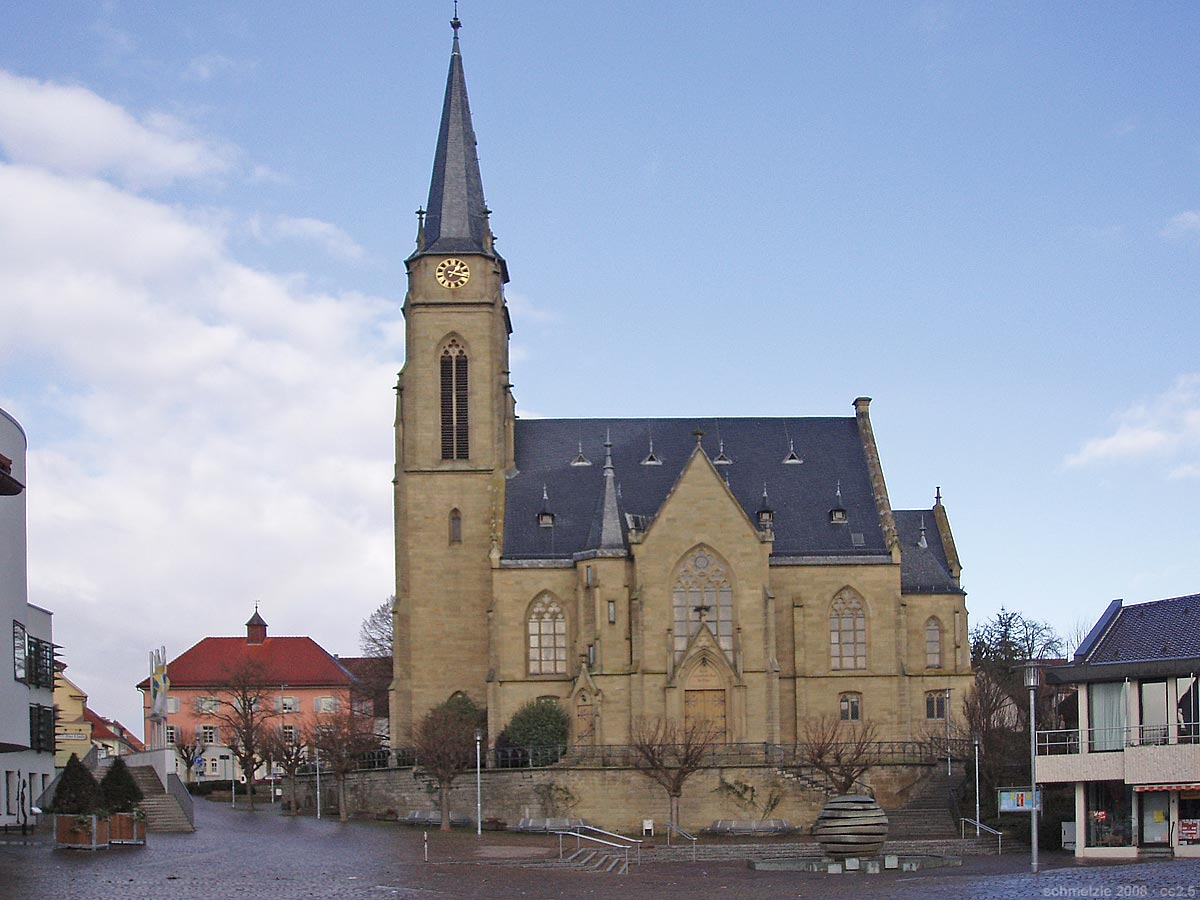
Stadtkirche Bad Rappenau
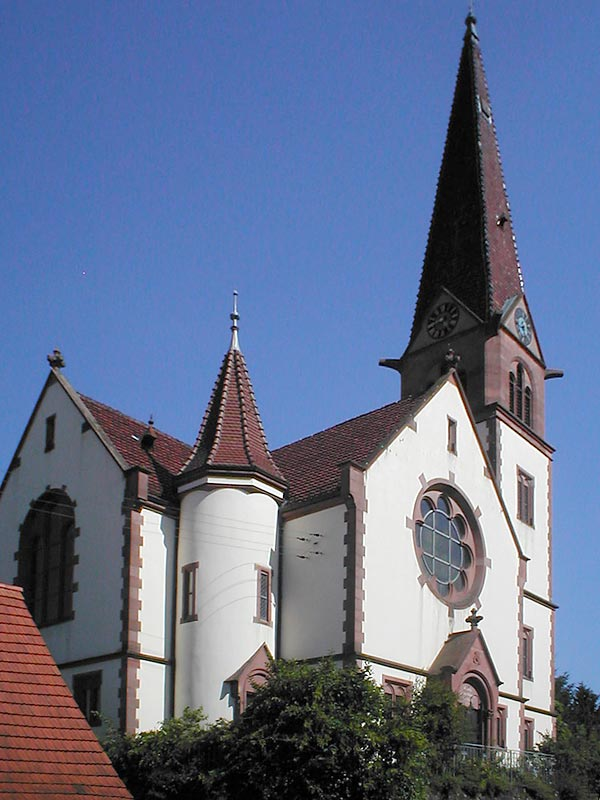
Evangelische Kirche in Gauangelloch
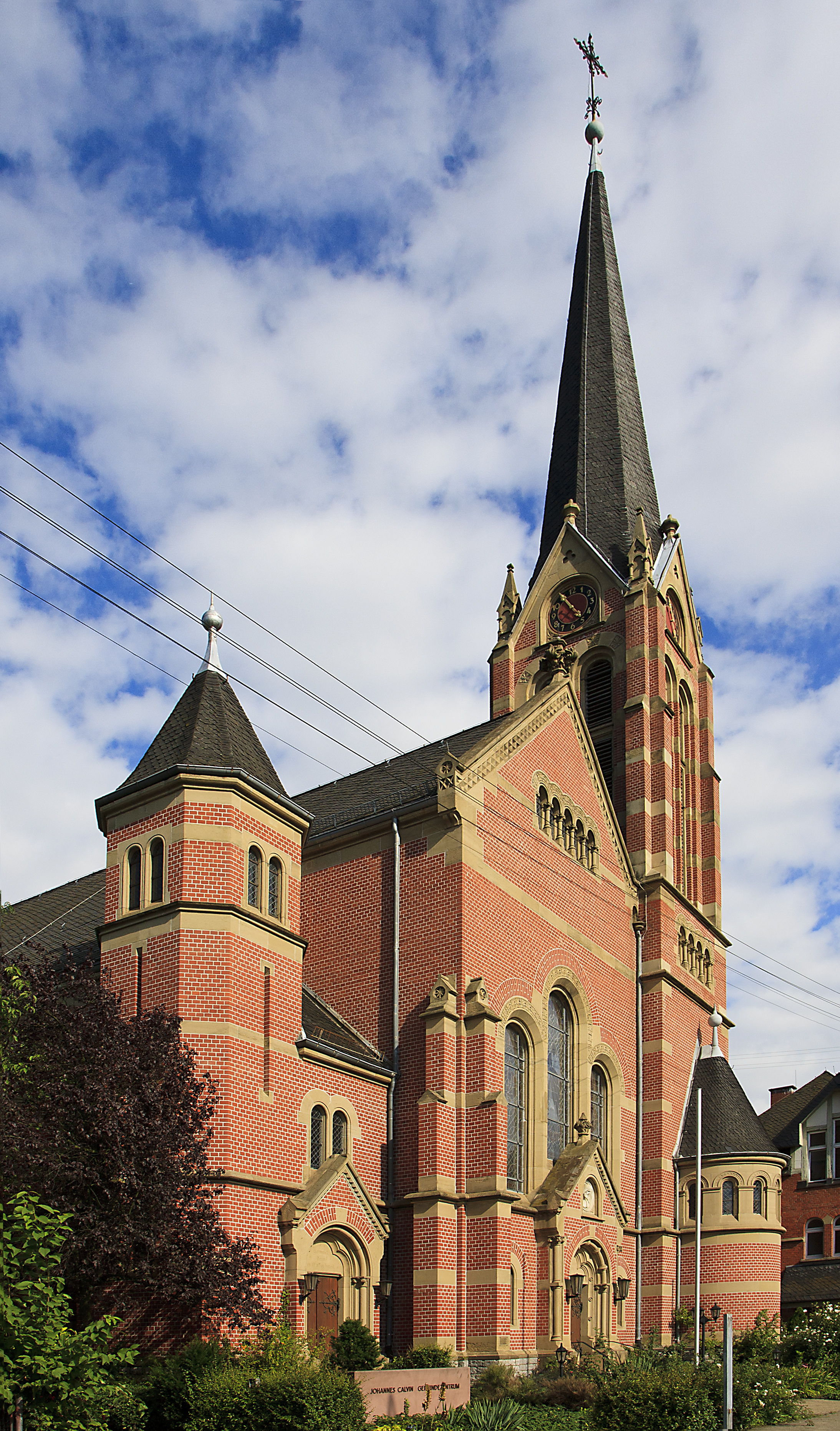
Johannes-Calvin-Kirche Mannheim-Friedrichsfeld
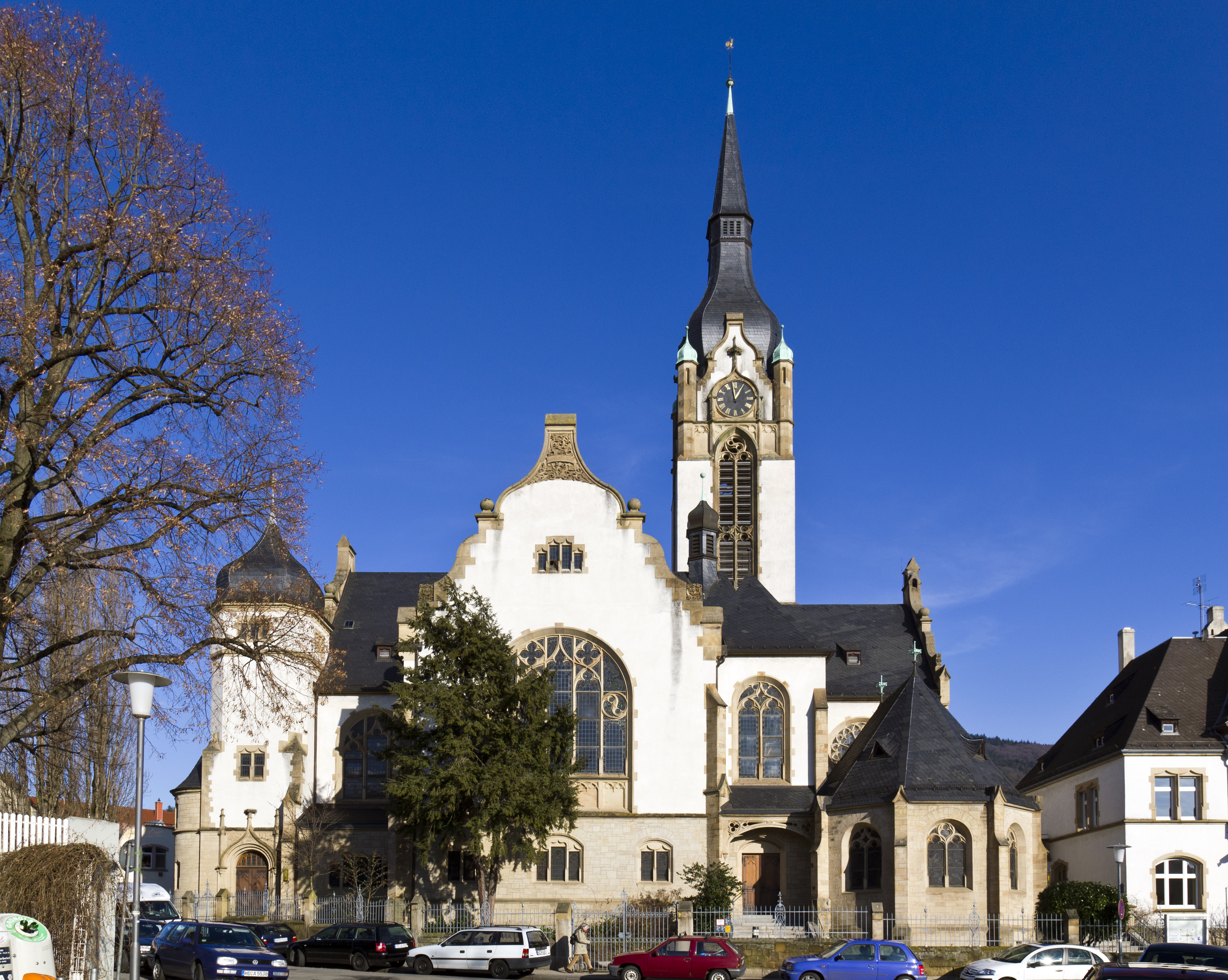
Friedenskirche Heidelberg-Handschuhsheim
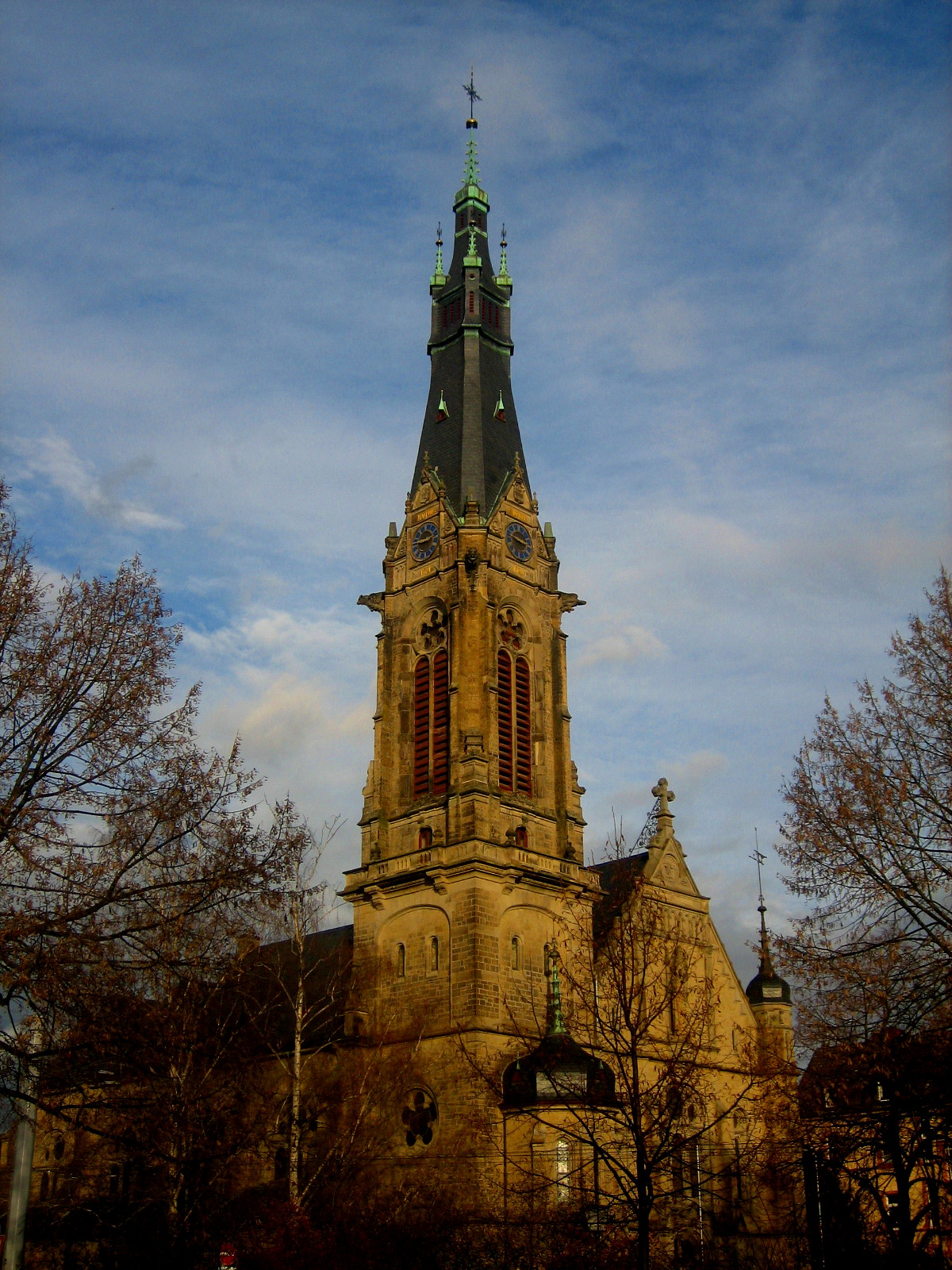
Christuskirche Heidelberg-Weststadt
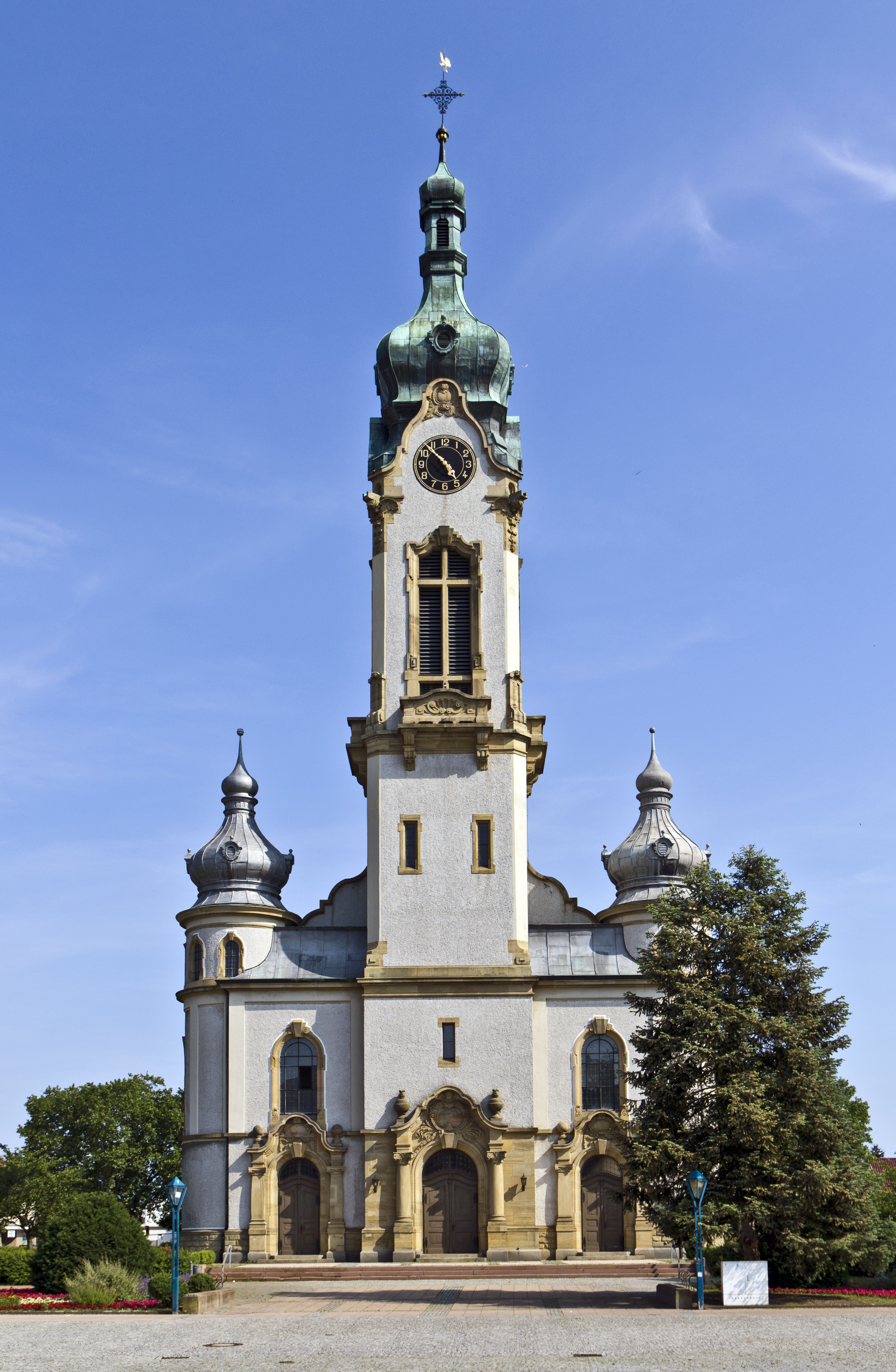
Stadtkirche Hockenheim
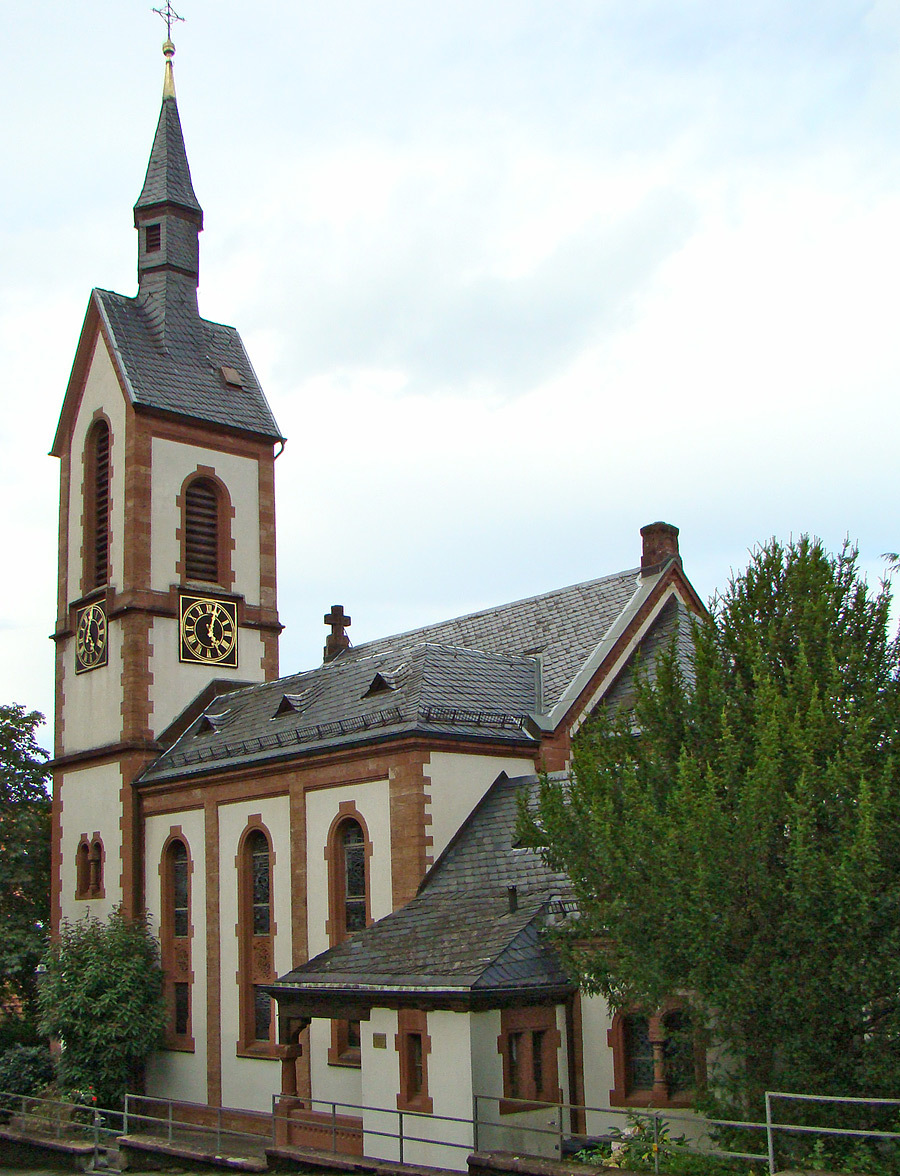
Bergkirche in Heidelberg-Schlierbach